# Canarana affinis
Canarana affinis är en skalbaggsart som först beskrevs av Aurivillius 1909.  Canarana affinis ingår i släktet Canarana och familjen långhorningar. Inga underarter finns listade.